# Casey FitzRandolph
Casey FitzRandolph, född den 21 januari 1976 i Verona, Wisconsin, är en amerikansk skridskoåkare.
Han tog OS-guld på herrarnas 500 meter i samband med de olympiska skridskotävlingarna 2002 i Salt Lake City.